# طرديلن غريب
طرديلن غريب (الاسم العلمي: Tordylium peregrinum) هو نوع غير مؤكد من النباتات يتبع جنس الطرديلن من الفصيلة الخيمية.